# Возњики
Возњики (пољ. Woźniki) је град у Пољској у Војводству Шлеском у Повјату lubliniecki. Према попису становништва из 2011. у граду је живело 4.461 становника.
.

## Становништво
Према прелиминарним подацима са пописа, у граду је 2011. живело 4.461 становника.
| 2002. | 2011. | 2012. |
| ----- | ----- | ----- |
| 4.481 | 4.461 | 4.457 |